# Holmes Reefs
Holmes Reefs är ett rev i Korallhavsöarna i Australien.